# Lamassu dal palazzo di Khorsabad

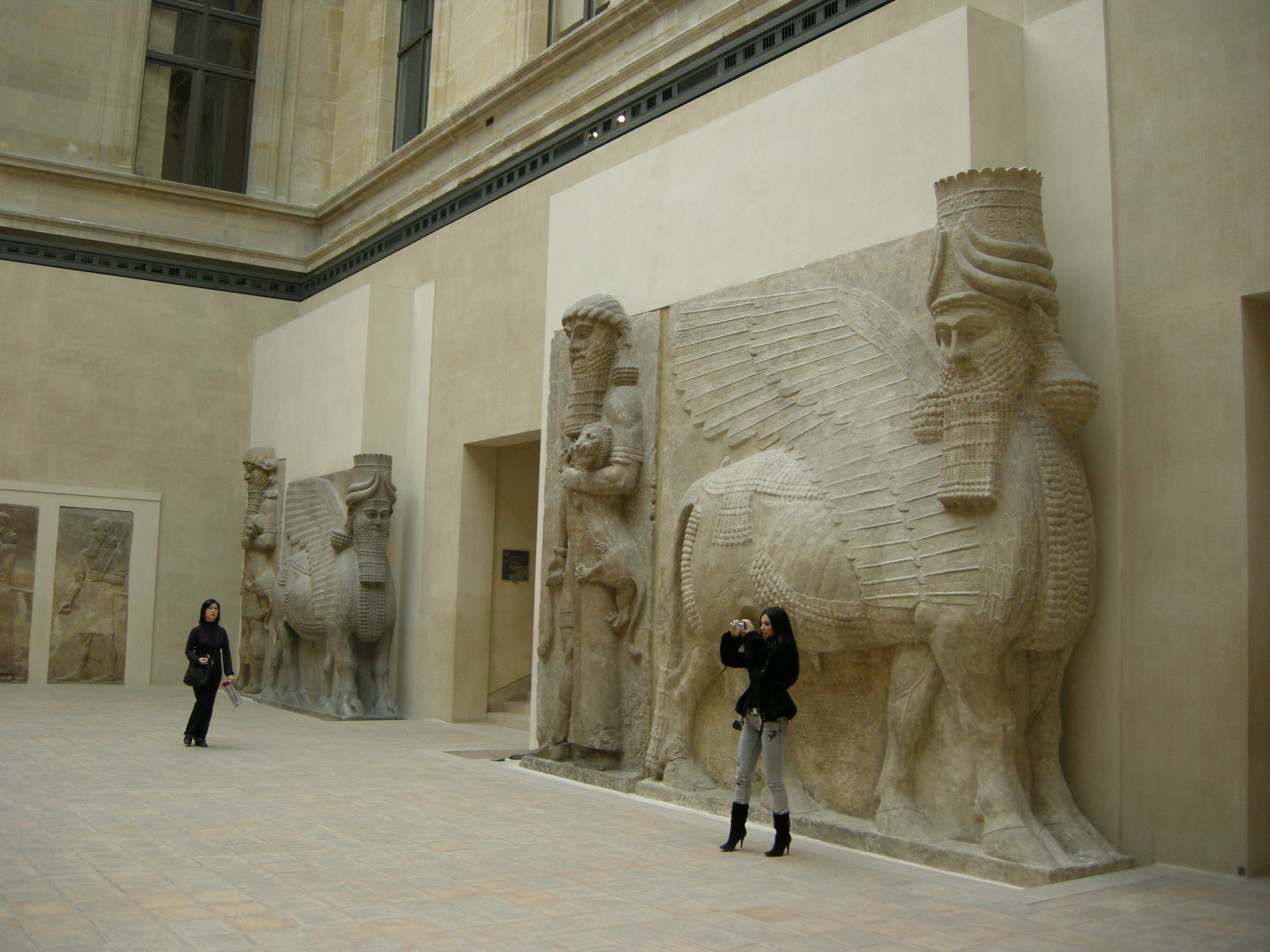
Lamassu dal palazzo di Khorsabad

I Lamassu dal palazzo di Khorsabad sono dei reperti assiri in alabastro e gesso (h. circa 440 cm) databili al 721-705 a.C. circa e conservati nel Museo del Louvre, a Parigi. 

## Storia
Costruiti a Dur-Sharrukin (oggi Khorsabad) a est del fiume Tigri per il re assiro Sargon II, risalgono al periodo del suo regno tra il 721 e il 705 a.C. 
Gli archeologi francesi furono tra i primi a riscoprire la civiltà assira, con gli scavi del 1843-1844 di Paul-Émile Botta, e già nel 1847 a Parigi fu aperta la prima istituzione europea dedicata a questa cività orientale. Tra il 1852 e il 1854 Victor Place scavò la residenza di Sargon II, portando numerosi reperti in patria, assieme ai rilievi di Flandin e alle foto in calotipo di Georges Transhand. 
Non tutti i Lamassu vennero trasportati a Parigi: alcuni naufragarono nell'Eufrate e altri furono lasciati in loco su minaccia dei Beduini. Oggi la "corte di Khorsabad" al Louvre ricostruisce un ambiente del palazzo con originali e copie in gesso.
I lamassu venivano posti davanti ai palazzi per "difenderli". Sono esseri benevoli che hanno intelligenza umana e forza animale.

## Descrizione
I Lamassu sono divinità alate dal corpo taurino e dalla testa umana, le cui dimensioni monumentali ne fanno tra i reperti più impressionanti delle civiltà orientali. Essi erano situati alle porte delle città e nei principali passaggi del palazzo, con funzione intimidatoria verso gli estranei e protettiva verso gli abitanti. Tra le zampe e il dorso sono spesso presenti iscrizioni. 
I Lamassu lavorati a rilievo, come quelli del Louvre, presentano una singolare disposizione delle gambe: visti frontalmente mostrano gli zoccoli allineati, in posizione d'arresto, mentre di lato simulano il movimento con una zampa arretrata, per cui in tutto vengono raffigurati cinque arti. Quelli destinati a uno stipite guardano in avanti, mentre altri, destinati a una parete, ruotano la testa di lato, verso l'ideale spettatore.